# If Your Girl Only Knew
"If Your Girl Only Knew" är en R&B-låt framförd av den amerikanska sångerskan Aaliyah, komponerad av Timbaland och Missy Elliot för Aaliyahs andra studioalbum One in a Million (1996). 
I spåret sjunger Aaliyah till en motpart som försöker flörta med henne. Midtempo-låten blev en av de första att uppvisa Timbalands fallenhet som kompositör. Instrument-mässigt domineras produktionen av en elgitarr. "If Your Girl Only Knew" gavs ut som den ledande singeln från sångerskans album den 13 augusti 1996. Låten klättrade till en elfte plats på Billboard Hot 100 den 19 oktober samma år, vilket gjorde singeln till Aaliyahs tredje topp-tjugo hit på den listan. Låten nådde toppen av USA:s R&B-lista Hot R&B/Hip-Hop Songs och kvarhöll placeringen i två veckor. Spåret tog sig utöver detta till en förstaplats i Japan, en 20:e respektive 21:a plats i Nya Zeeland och Storbritannien samt en 49:e plats på Svenska Sverigetopplistan.
I musikvideon, som regisserades av Joseph Kahn, syns Aaliyah åka motorcykel och bära en svart läderdräkt tillsammans med solglasögon, något som var Aaliyahs signatur.

## Format och innehållsförteckning
| - Amerikansk CD-singel 1. "If Your Girl Only Knew" (album mix) featuring Timbaland 2. "If Your Girl Only Knew" (extended mix) 3. "If Your Girl Only Knew" (remix) featuring Timbaland and Missy Elliott 4. "If Your Girl Only Knew" (beat a pella) 5. "If Your Girl Only Knew" (instrumental) 6. "If Your Girl Only Knew" (The New Remix) | - Amerikansk kassett-singel 1. "If Your Girl Only Knew" (radio edit) 2. "If Your Girl Only Knew" (remix) featuring Timbaland and Missy Elliott |

## Listor
| Lista (1996)                                | Topp position |
| ------------------------------------------- | ------------- |
| Japanska Tokio Hot 100                      | 1             |
| Svenska Sverigetopplistan                   | 49            |
| New Zeelands RIANZ                          | 20            |
| Storbritanniens UK Singles Chart            | 21            |
| Amerikanska Billboard Hot 100               | 11            |
| Amerikanska Billboard Hot R&B/Hip-Hop Songs | 1             |
| Amerikanska Billboard Rhythmic Top 40       | 1             |

| Vid årets slut (1996)         | Position |
| ----------------------------- | -------- |
| Amerikanska Billboard Hot 100 | 69       |